# Можайское викариатство
Можа́йское викариа́тство — викариатство Московской епархии Русской православной церкви.

## История
Учреждена 16 февраля 1746 года как викариатство Переяславль-Залесской епархии, с местопребыванием правящего архиерея в Переяславль-Залесском Никитском монастыре. Затем была упразднена 3 марта 1753 года.
14 октября 1862 года кафедра была возобновлена как викариатство Московской епархии. Попечению епископа Можайского были подчинены церкви и монастыри, входившие в круг ведомства Можайского духовного правления.
С 1877 по 1917 год Можайские епископы управляли Саввино-Сторожевским монастырем.
Между 1918 и 1919 годами архиепископ Иоасаф (Каллистов) носил титул Коломенского и Можайского, но после этого Можайское викариатство было вновь отделено от Коломенского.

## Архиереи
Можайское викариатство Переяславль-Залесской епархии
- Серапион (Лятошевич) (16 февраля 1746 — 3 марта 1753)

Можайское викариатство Московской епархии
- Савва (Тихомиров) (4 ноября 1862 — 16 июня 1866)
- Игнатий (Рождественский) (7 августа 1866 — 17 декабря 1877)
- Амвросий (Ключарёв) (15 января — 6 апреля 1878)
- Алексий (Лавров-Платонов) (30 апреля 1878 — 22 января 1883)
- Мисаил (Крылов) (20 февраля 1883 — 4 мая 1885)
- Александр (Светлаков) (30 июня 1885 — 11 января 1892)
- Тихон (Никаноров) (2 февраля 1892 — 20 августа 1899)
- Парфений (Левицкий) (10 октября 1899 — 1 декабря 1904)
- Серафим (Голубятников) (2 января 1905 — 15 февраля 1908)
- Василий (Преображенский) (9 марта 1908 — 2 мая 1914)
- Димитрий (Добросердов) (18 мая 1914 — 15 января 1918)
- Иннокентий (Бобцов) (18 декабря 1920 — 14 ноября 1923)
- Борис (Рукин) (17 ноября 1923 — 29 января 1926)
- Алексий (Палицын) (8 апреля 1926—1928) на епархии не был
- Иоасаф (Шишковский-Дрылевский) (5 декабря 1933 — 5 апреля 1934)
- Димитрий (Добросердов) (5 апреля 1934 — 21 октября 1937)
- Сергий (Гришин) (апрель — ноябрь/декабрь 1941)
- Варфоломей (Городцов) (31 мая — 17 октября 1942)
- Димитрий (Градусов) (24 января — 6 сентября 1943)
- Макарий (Даев) (14 мая 1944 — 13 января 1960)
- Стефан (Никитин) (7 апреля 1960 — 9 апреля 1962)
- Леонид (Поляков) (9 апреля 1962 — 4 августа 1963)
- Николай (Саяма) (10 апреля 1970 — 29 июля 1986) титулярный; настоятель Патриаршего подворья в Токио
- Григорий (Чирков) (13 сентября 1987 — 25 февраля 2018)
- Леонид (Толмачёв) (14 июля 2018 — 29 декабря 2021)
- Иосиф (Королёв) (c 29 декабря 2021)